# Richard Arnold Bermann
Richard Arnold Bermann (geboren am 27. April 1883 in Wien, Österreich-Ungarn; gestorben am 9. September 1939 in Saratoga Springs, New York, USA), besser bekannt unter seinem Pseudonym Arnold Höllriegel, war ein österreichischer Journalist und Reiseschriftsteller.

## Leben
Aufgewachsen als Sohn von Moriz Bermann und Hannchen Friedlaender in Wien und Prag, studierte Richard A. Bermann an der Universität Wien Romanistik. Nach seiner Promotion 1906 arbeitete er eine Zeit lang als Hauslehrer in Italien. 1908 ging er auf Anraten Hermann Bahrs nach Berlin, wo er zunächst als Angestellter des Scherl-Verlags tätig war. Bei der Konkurrenz Berliner Tageblatt begann er, unter dem Pseudonym Arnold Höllriegel zu schreiben. Geprägt durch die Tradition des Wiener Feuilletons und den Stil Peter Altenbergs, führte er in Berlin das Kurzfeuilleton ein. Bald wurde er fester Mitarbeiter des Berliner Tageblatts, behielt das Pseudonym jedoch bei.
Mit Ausbruch des Ersten Weltkrieges musste Bermann nach Wien zurückkehren, wo er bis 1928 seinen Wohnsitz hatte. Er konnte im k.u.k. Kriegspressequartier unterkommen und schrieb als „pazifistischer Kriegsberichterstatter“ (Hermann Broch) für das Berliner Tageblatt, das Prager Tagblatt, die Wiener Die Zeit sowie für Der Neue Tag. Er erhielt den Franz-Joseph-Orden  und einen portugiesischen „Erlöserorden“.
Ab 1923 war er hauptsächlich als Reiseschriftsteller tätig. Seine Reisen, die ihn nach Ägypten, in den Sudan und nach Palästina (1923), an den Amazonas (1924), in die Südsee (1925/26), nach Neuseeland, in die USA und nach Hollywood (1926) führten, verarbeitete er in Feuilletons für das Berliner Tageblatt und in erfolgreichen Büchern. 1933 führte ihn eine Expedition gemeinsam mit Ladislaus Almásy (bekannt als der „englische Patient“) in die libysche Wüste, wo sie die sagenumwobene Oase Zarzura entdeckten. Hier, mitten in der Wüste, erreichte ihn im Frühjahr 1933 die Kündigung des Berliner Tageblatts.
Bermann erkannte früh die Bedeutung von Film und Radio. Aus Hollywood berichtete er unter anderem von seinen Begegnungen mit Charlie Chaplin. Zu den Freunden Bermanns gehörte Leo Perutz. Seine Bekanntschaften mit Sigmund Freud, Victor Adler und Arthur Schnitzler schildert er in seiner Autobiographie.
Nach 1933 arbeitete Bermann mit Hubertus Prinz zu Löwenstein für die American Guild for German Cultural Freedom. Bermanns sämtliche Schriften wurden 1938 im Großdeutschen Reich verboten. Nach dem Anschluss Österreichs und seiner Flucht musste er 1938 selbst die Hilfe der Guild in Anspruch nehmen. Er konnte in die USA emigrieren, wo er im Herbst 1939 in der Künstlerkolonie Yaddo einem Herzinfarkt erlag.

## Werke
- Richard A. Bermann: Der Hofmeister. Die Geschichte eines Niederganges. Verlag Georg Müller, München u. Leipzig 1911.
- Richard A. Bermann; Arthur Rundt: Palästina.  Ein Reisebuch. Tal, Leipzig 1923.
- Richard A. Bermann: Das Urwaldschiff. Ein Buch vom Amazonasstrom. Wegweiser-Verlag, Berlin 1927, mit Illustrationen von Franz Heckendorf.
- Arnold Höllriegel: Die Erben Timurs. Ein asiatischer Roman. Deutsche Buch-Gemeinschaft, Berlin 1928.
- Arnold Höllriegel: Die Derwischtrommel. Das Leben des erwarteten Mahdi. Wegweiser-Verlag, Berlin 1931, Einband gestaltet von Josef Bato.[3]
- Arnold Hoellriegel: Charlie Chaplin – Lichter der Grossstadt. E. P. Tal & Co Verlag, Leipzig / Wien 1931.

In neuerer Zeit erschienen folgende Werke von Richard A. Bermann alias Arnold Höllriegel neu:
- Arnold Höllriegel: In 80 Zeilen durch die Welt. Vom neopathetischen Cabaret bis nach Hollywood. Mit Photos von Hans G. Casparius. Herausgegeben von Christian Jäger und Gregor Streim. Transit Buchverlag, Berlin 1998, ISBN 3-88747-133-4.
- Richard A. Bermann: Hollywood – Wien und zurück. Feuilletons und Reportagen. Herausgegeben von Hans-Harald Müller und Andreas Stuhlmann. Picus, Wien 1999, ISBN 3-85452-431-5.
- Richard A. Bermann: Zarzura. Die Oase der kleinen Vögel. Die Geschichte einer Expedition in die libysche Wüste. Mit dem Originaltagebuch „Saharafahrt“ des Autors. Herausgegeben von Michael Farin. Belleville, München 2003, ISBN 3-936298-04-1.
- Arnold Höllriegel: Du sollst dir kein Bildnis machen. Ein Roman aus Hollywood. Herausgegeben von Michael Grisko. Böschens Filmromane, Gießen 2010, ISBN 978-3-932212-77-2.
- Richard Arnold Bermann (ist) Arnold Höllriegel: Kurzgeschichten und Essais. Herausgegeben von Robert Schmitt Scheubel, Berlin 2012, ISBN 978-3-937416-39-7.
- Arnold Höllriegel: Amerika-Bilderbuch. Herausgegeben von Michael Grisko. Fotos von Hans G. Casparius. Wallstein, Göttingen 2012, ISBN 978-3-8353-1098-8.
- Richard A. Bermann alis Arnold Höllriegel: Die Fahrt auf dem Katarakt. Eine Autobiographie ohne Helden. Herausgegeben von Hans-Harald Müller. Picus, Wien 2021, ISBN 978-3-7117-2102-0.
- Richard Arnold Bermann: So prosaisch, so poetisch: ein Reisetagebuch. Herausgegeben von Elena Moreno Sobrino, Calambac Verlag. Saarbrücken 2022, ISBN 978-3-943117-17-2.